# Сеидзаде, Али Аждар Ахмед оглы
Али Аждар Ахмед оглы Сеидзаде (азерб. Əliəjdər Əhməd oğlu Seyidzadə; 1899, Баку — 12 сентября 1970, там же) — азербайджанский советский литературовед и библиограф, автор около 100 научных трудов, а также библиотечно-библиографических методических пособий, таких как «Организация библиотечного дела», «Общенародные библиотеки», «Как классифицировать и описывать книги в народных библиотеках» и др. Сеидзаде явлвлся также автором библиографических обзоров азербайджанской прессы, статей по истории книгопечатания. С 1920 года был членом Коммунистической партии Советского Союза.

## Работы
- Великий мыслитель и поэт из Ганджи — Мирза-Шафи «Вазех» : (жизнь и творчество). — Ганджа : Изд. АПО Гандж. Окружкома АКП(б), 1929;
- Мирза Шафи или Боденштедт? — Баку : Изд-во Азерб. гос. университета, 1940;
- Хачатур Абовян и его связи с передовыми представителями Азербайджана 19-й века. — Баку : Изд-во Академии наук Азерб. ССР, 1960;
- Мирза-Шафи Сыдык-оглы Вазех. — Баку : Азербайджанское государственное издательство, 1969.